# Kuc mongolski
Kuc mongolski – prawdopodobnie jedna z najstarszych ras i jednocześnie, obok koni czystej krwi arabskiej i hiszpańskich, najbardziej znacząca. Pochodzi z Mongolii i wywodzi się bezpośrednio od konia Przewalskiego.

## Typy
Istnieją cztery główne grupy powszechnie opisywane jako:
- typ leśny – jest największy, osiąga wzrost 135 cm, posiada również najmasywniejszą sylwetkę, najbardziej nadaje się do pracy w zaprzęgu i jako zwierzę juczne.
- typ górski – jest mniejszy, dochodzi do 130 cm, często ma srokate umaszczenie.
- typ stepowy – ma podobne rozmiary, jak górski i jest pokrojowo bardziej odpowiedni do jazdy wierzchem.
- typ Gobi, zwany również pustynnym – jest najmniejszy, zwykle z jasnym umaszczeniem. W przeciwieństwie do innych nie wykorzystuje się go do pozyskiwania mleka.

Wszystkie one, chociaż posiadają prymitywny wygląd, są żywotne i wytrzymałe, mogą pracować bardzo ciężko i długo, otoczone minimalną opieką.

## Cechy budowy zewnętrznej
Posiada prymitywną głowę, niezbyt długą muskularną szyję, szeroką i mocną sylwetkę, krótki, dobrze związany grzbiet i potężny zad. Nogi są krótkie i mocne, a kopyta bardzo twarde.

## Informacje o rasie
- Nazwa: Kuc mongolski
- Średni wzrost: od 120 do 140 cm
- Rodzaje maści: bułana, kara, gniada, karogniada, kasztanowata, palomino
- Miejsce pochodzenia: Mongolia
- Typ krwi: półkrwi (ciepłokrwisty)
- Użytkowanie: Kłusak
- Charakter: ogólnie dobry charakter

## Użytkowanie
Są używane jako zwierzęta juczne, pociągowe i wierzchowe, ale stanowią również źródło mleka i mięsa.